# Carpoolers
Carpoolers é uma sitcom estadunidense criada por Bruce McCulloch, que também atua como produtor executivo do programa, ao lado de Justin Falvay, Darryl Frank, David Miner, Marsh McCall, Joe Russo e Anthony Russo. Joe e Anthonny foram os diretores do episódio piloto. O programa mostra a vida de quatro homens comuns, porém, de diferentes classes de trabalho, que contam suas histórias pessoas e problemas ao longo da viagem de carro até o emprego.
Produzida pela DreamWorks Television, ABC Television Studios e 3 Arts Entertainment, a equipe do seriado recebeu ordens da emissora para a produção de 13 episódios, em 11 de Maio de 2007. O programa estreou em 2 de Outubro de 2007, uma terça-feira, logo após a estréia de Cavemen, na ABC. O programa foi colocado em hiato na semana de ação de graças, ao lado de Cavemen, e não se sabe quando o programa voltará a ser exibido, e nem mesmo se isto irá ocorrer.

## Premissa
"Quatro homens de completamente diferentes origens sempre usam a viagem de ida e volta até o trabalho, para falar sobre suas miseráveis vidas, empregos e famílias. Temos Laird, o playboy recentemente divorciado; Aubrey, o mais tímido do grupo; Gracen, o conservador e tradicional; Dougie, o recém-casado. Juntos, mediante as pressões de seus trabalhos e de suas casas, esses homens só encontram tempo para serem eles mesmos enquanto dirigem para os tão conhecidos lugares, que eles tanto odeiam".

## Elenco
- Jerry O'Connell como Laird
- Jerry Minor como Aubrey
- Fred Goss como Gracen Brooker
- Tim Peper como Dougie
- Allison Munn como Cindy
- Faith Ford como Leila Brooker
- T.J. Miller como Marmaduke Brooker